# Powiat Rottal-Inn
Powiat Rottal-Inn (niem. Landkreis Rottal-Inn) – powiat w Niemczech, w kraju związkowym Bawaria, w rejencji Dolna Bawaria, w regionie Landshut.
Siedzibą powiatu Rottal-Inn jest miasto Pfarrkirchen.

## Podział administracyjny
W skład powiatu Rottal-Inn wchodzą:
- trzy gminy miejskie (Stadt)
- siedem gmin targowych (Markt)
- 21 gmin wiejskich (Gemeinde)
- pięć wspólnot administracyjnych (Verwaltungsgemeinschaft)

Miasta:
| Lp. | Nazwa miasta   | Ludność (31.12.2011) | Powierzchnia km² |
| --- | -------------- | -------------------- | ---------------- |
| 1   | Eggenfelden    | 12.908               | 44,50            |
| 2   | Pfarrkirchen   | 11.724               | 52,30            |
| 3   | Simbach am Inn | 9.781                | 47,30            |

Gminy targowe:
| Lp. | Nazwa gminy targowej | Ludność (31.12.2011) | Powierzchnia km² |
| --- | -------------------- | -------------------- | ---------------- |
| 1   | Arnstorf             | 6.717                | 80,50            |
| 2   | Bad Birnbach         | 5.527                | 68,80            |
| 3   | Gangkofen            | 6.427                | 108,80           |
| 4   | Massing              | 4.045                | 36,10            |
| 5   | Tann                 | 3.918                | 37,60            |
| 6   | Triftern             | 5.195                | 62,30            |
| 7   | Wurmannsquick        | 3.632                | 49,10            |

Gminy wiejskie:
| Lp. | Nazwa gminy      | Ludność (31.12.2011) | Powierzchnia km² |
| --- | ---------------- | -------------------- | ---------------- |
| 1   | Bayerbach        | 1.638                | 19,40            |
| 2   | Dietersburg      | 3.099                | 55,10            |
| 3   | Egglham          | 2.378                | 36,80            |
| 4   | Ering            | 1.864                | 39,60            |
| 5   | Falkenberg       | 3.823                | 66,60            |
| 6   | Geratskirchen    | 875                  | 12,90            |
| 7   | Hebertsfelden    | 3.697                | 49,80            |
| 8   | Johanniskirchen  | 2.444                | 40,60            |
| 9   | Julbach          | 2.314                | 11,30            |
| 10  | Kirchdorf am Inn | 5.249                | 31,70            |
| 11  | Malgersdorf      | 1.204                | 11,50            |
| 12  | Mitterskirchen   | 2.087                | 24,80            |
| 13  | Postmünster      | 2.272                | 43,50            |
| 14  | Reut             | 1.809                | 30,80            |
| 15  | Rimbach          | 868                  | 22,70            |
| 16  | Roßbach          | 2.853                | 48,10            |
| 17  | Schönau          | 1.981                | 36,00            |
| 18  | Stubenberg       | 1.382                | 18,20            |
| 19  | Unterdietfurt    | 2.090                | 27,50            |
| 20  | Wittibreut       | 2.036                | 38,40            |
| 21  | Zeilarn          | 2.174                | 28,90            |

Wspólnoty administracyjne:
| Lp. | Nazwa wspólnoty administracyjnej | Ludność (31.12.2011) | Powierzchnia km² | Liczba gmin |
| --- | -------------------------------- | -------------------- | ---------------- | ----------- |
| 1   | Bad Birnbach                     | 7.165                | 88,24            | 2           |
| 2   | Ering                            | 3.246                | 57,73            | 2           |
| 3   | Falkenberg                       | 5.895                | 100,81           | 3           |
| 4   | Massing                          | 4.920                | 124,91           | 2           |
| 5   | Tann                             | 5.727                | 68,31            | 2           |

## Demografia
Dane o ludności z 31 grudnia 2008:
| Opis                                | Ogółem  | Ogółem | Kobiety | Kobiety | Mężczyźni | Mężczyźni |
| ----------------------------------- | ------- | ------ | ------- | ------- | --------- | --------- |
| Jednostka                           | osób    | %      | osób    | %       | osób      | %         |
| Populacja                           | 118 622 | 100    | 60 124  | 50,69   | 58 498    | 49,31     |
| Wiek przedprodukcyjny (0–17 lat)    | 22 256  | 18,76  | 10 858  | 9,15    | 11 398    | 9,61      |
| Wiek produkcyjny (18–65 lat)        | 72 373  | 61,01  | 35 470  | 29,9    | 36 903    | 31,11     |
| Wiek poprodukcyjny (powyżej 65 lat) | 23 993  | 20,23  | 13 796  | 11,63   | 10 197    | 8,6       |

## Polityka

### Landrat
- 1972-1988:Ludwig Mayer (CSU)
- 1984-1987:Josef Poisl (FWG)
- od 1987:Bruni Mayer (UWG)

### Kreistag
|                          |                          | 2002   | 2002    | 2002   | 2008   | 2008   | 2008   |
| miejsca                  | %                        | głosy  | miejsca | %      | głosy  |        |        |
| ------------------------ | ------------------------ | ------ | ------- | ------ | ------ | ------ | ------ |
|                          | CSU                      | 31     | 50,1%   | 27 224 | 27     | 43,9%  | 23 876 |
|                          | SPD                      | 10     | 16,2%   | 8 806  | 8      | 13,1%  | 7 141  |
|                          | Unabhängige Wähler       | 7      | 11,5%   | 6 273  | 7      | 12,4%  | 6 753  |
|                          | Freie Wähler             | 6      | 9,9%    | 5 369  | 7      | 12,0%  | 6 544  |
|                          | ödp/Parteifreie Bürger   | 3      | 6,2%    | 3 359  | 6      | 9,2%   | 5 026  |
|                          | Zieloni                  | 3      | 4,7%    | 2 566  | 3      | 6,0%   | 3 280  |
|                          | FDP                      | 0      | 1,4%    | 757    | 1      | 2,3%   | 1 804  |
|                          | REP                      | 1      | 1,6%    | 1 290  | 2      | 3,3%   | 1 785  |
|                          |                          | 60     | 100%    | 54 354 | 60     | 100%   | 54 405 |
| uprawnieni do głosowania | uprawnieni do głosowania | 91 526 | 91 526  | 91 526 | 93 699 | 93 699 | 93 699 |
| głosy ważne              | głosy ważne              | 54 354 | 54 354  | 54 354 | 54 405 | 54 405 | 54 405 |
| głosy nieważne           | głosy nieważne           | 2 502  | 2 502   | 2 502  | 2 413  | 2 413  | 2 413  |
| frekwencja               | frekwencja               | 62,1%  | 62,1%   | 62,1%  | 60,6%  | 60,6%  | 60,6%  |